# Мур, Генри Людвелл
Генри Людвелл Мур (англ.  Henry Ludwell Moore; 21 ноября 1869,  Чарльз, штат Мэриленд, США — 28 апреля 1958, США) — американский экономист, профессор политэкономии в  Колумбийском университете, представитель Лозаннской школы.

## Биография
Генри родился в округе Чарльз, штат Мэриленд, 21 ноября 1869 года, среднее образование получил в Шайб школе и Милтон Академии в Балтиморе.
В 1892 году получил степень бакалавра в колледже Рэндольф-Мэйкона в Балтиморе, а в 1896 году получил степень доктора философии в Университете Джонса Хопкинса, защитив диссертацию на тему концепции естественной заработной платы Тюнена, которая стала предметом его первой статьи, опубликованной в 1895 году. После посещения Венского университета в течение года, где ему преподавал К.Менгер, а в 1909 году и в 1913 годах посещал курсы Карла Пирсона.
В 1896—1897 годах Генри преподавал в Университете Джонса Хопкинса. В 1897—1902 годах профессор политической экономии в  Колледже Смит, в 1902—1929 годах профессором в Колумбийском университете, уйдя в отставку из-за плохого здоровья, но прожил до 1958 года, совершая поездки в Европу и встречаясь с крупными экономистами того времени (Л.Вальрасом, В. Парето и В.Борткевичем) и умер в возрасте 88 лет.

## Основной вклад в науку
В книге Г.Мура «Экономические циклы: их закономерности и причины» в 1914 году содержалось объяснение причин циклов деловой активности через восьмилетние циклы атмосферных осадков, аргументируя тем, что циклы дождей продуцируют циклы урожайности, а они в свою очередь производят циклы в ценах зерна и в ценах промышленных товаров.
В 1914 году впервые оценил статическую оценку кривых спроса в англоязычной литературе.
В 1919 году в статье «Эмпирические законы спроса и предложения эластичности цен» Г.Мур впервые представил концепцию гибкости цен (обратная величина ценовой эластичности спроса).